# دارين كيلي
دارين كيلي (بالإنجليزية: Darren Kelly)‏ (30 يونيو 1979 بديري في أيرلندا الشمالية - ) هو مدرب كرة قدم ولاعب كرة قدم بريطاني في مركز الدفاع. شارك مع منتخب أيرلندا الشمالية تحت 21 سنة لكرة القدم. أما مع النوادي، فقد لعب مع بورتاداون وديري سيتي ونادي كارلايل يونايتد ونادي يورك سيتي وفريكلي أثلتيك ‏ وGarforth Town A.F.C. ‏ ونادي ستاليبريدج سيلتيك وScarborough Athletic F.C. ‏.

## وصلات خارجية
- دارين كيلي على موقع قاعدة بيانات كرة القدم.إي يو (الإنجليزية)
- دارين كيلي على موقع Soccerbase.com (لاعب) (الإنجليزية)